# کشیم کوچک

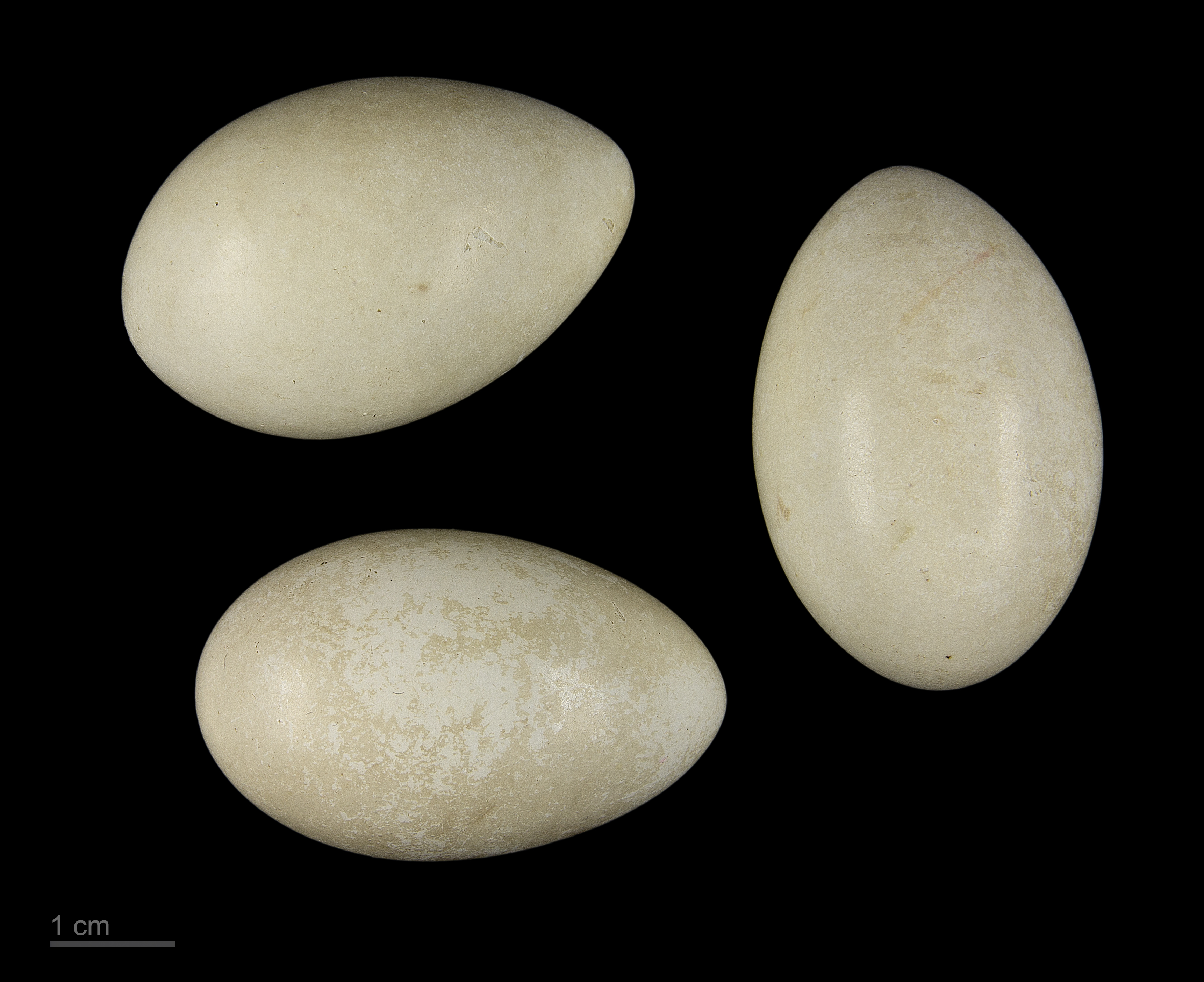
Tachybaptus ruficollis

کشیم کوچک (نام علمی: Tachybaptus ruficollis) یا اِسفَرود بی‌دم پرنده‌ای است با حدود ۲۳ تا ۲۹ سانتیمتر طول که کوچکترین عضو از تیرهٔ کشیمان به شمار می‌رود. کشیم کوچک در بیشتر مناطق بر قدیم از اروپا و آفریقای سیاه تا خاورمیانه، ایران، شبه‌قاره هند، و آسیای جنوب شرقی یافت می‌شود. این پرنده شناگری ماهر و سریع است و برای به دست آوردن ماهیهای ریز و بی‌مهرگان به عمق‌های کم آب شیرجه می‌زند.

## توصیف ظاهری
طول کشیم کوچک ۲۷ سانتی‌متر است و کوچکترین پرنده از تیره کشیمیان به شمار می‌رود. منقار و گردن این پرنده از دیگر کشیم‌ها کوتاهتر و کلفت‌تر است. پوشش پرها در تابستان به رنگ قهوه‌ای تیره است و در کناره‌های گردن دو لکهٔ بزرگ به رنگ قرمز بلوطی دیده می‌شود. در این فصل جفت‌گیری، سر و پشت این پرنده سیاه می‌شود. در فصل‌های دیگر اما پر و بال بسیار کمرنگ، گلو سفید، و گردن نخودی رنگ می‌شوند. جوجه‌های کشیم کوچک رنگ‌های متنوعی دارند و روی سرشان طرح مشخصی از رگه‌های سفید دیده می‌شود. دو جنس نر و ماده نیز همشکل هستند و دودیسی جنسی میانشان دیده نمی‌شود.

## زیستگاه
کشیم کوچک در آبگیرها، دریاچه‌ها و مانداب‌ها یافت می‌شود و تخم‌گذاری می‌کند. در ایران، بومی و فراوان و به صورت مهاجر، در زمستان‌ها، نسبتاً فراوان است.